# Yuppie
Der Begriff Yuppie ist ein Akronym und steht für das englische young urban professional.
Der englische Begriff professional bedeutet ‚beruflich Qualifizierter‘. Yuppies sind daher junge Erwachsene der städtischen oberen Mittelschicht oder auch junge, karrierebewusste, großstädtische Menschen. Der Begriff des Yuppie kam in Großbritannien und den USA in den 1980er Jahren auf, die gelegentlich auch als Yuppie-Jahrzehnt bezeichnet werden, da diese Zeit eine Generation vieler erfolgreicher Geschäftsleute hervorbrachte. Auch der Boom der IT und später der New Economy der 1990er Jahre setzte diesen Trend fort.
Das ländlich geprägte aufstrebende Pendant zum Yuppie wird als Rumpie, kurz für rural upwardly-mobile professional, bezeichnet.

## Lebensstil und -konzept
In den 1980er Jahren überwog in den USA trotz der negativen Begleiterscheinungen der neuen Wirtschaftspolitik unter Ronald Reagan der Optimismus. Der Pessimismus der 1970er Jahre verschwand, und es galt, eine neue gesellschaftliche Gruppe zu beschreiben, die vorwiegend von jungen erfolgreichen Menschen geprägt war, die sich in Managementpositionen von großen Unternehmen und Konzernen etabliert hatten. Diese Gruppe nannte sich Yuppies, ein Akronym aus young urban professional (engl. für jung, städtisch und gut ausgebildet).
In den Medien lösten die Yuppies die Yippies der 1970er Jahre ab. Lebensinhalte der Yuppies waren Konsum und Lifestyle. Als Modedroge wurde Cannabis nun durch Kokain ersetzt. Weiterhin war ein gepflegter mäßiger Alkoholkonsum typisch, man genoss Cocktails, Rotwein, Sekt, Cognac oder diverse Obstschnäpse, oft auch im Zusammenhang mit ausgiebigen Besuchen von renommierten Cocktailbars, exklusiven Restaurants und schicken „angesagten“ Discotheken. Trinkexzesse waren verpönt. Im Gegensatz zur Gegenkultur der 1960er und 1970er Jahre standen bei den Yuppies Konsum und materieller Wohlstand im Vordergrund. Dieser Reichtum und der damit einhergehende Hedonismus wurden beispielsweise durch das Tragen teurer Kleidung, teure Wohnungseinrichtungen oder durch exklusive Autos repräsentiert. Der sogenannte „Markenwahn“ entstand Mitte der 1980er Jahre. Auch der Anstieg der Single-Haushalte begann in dieser Zeit. Nicht mehr das „Wohngemeinschaftsgefühl“ der 1970er Jahre war gefragt, sondern der Rückzug in eine teure Wohnung (oder einen Loft) in exklusiver Lage, die man dann mit niemandem teilen wollte (Cocooning). Nicht wenigen Yuppies wurde wegen ihres Lebensstils ein großes Maß an Arroganz, Egoismus und Rücksichtslosigkeit nachgesagt. Beginnend mit der Wirtschaftskrise im Jahr 2001 (und bestätigt durch die Wirtschafts- und Finanzkrise ab 2007) büßte das Lebenskonzept der Yuppies sein Ansehen als großstädtische Leitkultur ein.
Yuppies unterschieden sich von bisherigen Gruppen sowohl in beruflicher Perspektive als auch in ihrem Konsumverhalten. Die homosexuelle Variante wird Guppie (G wie gay), Schwarze wurden Buppie genannt (B wie black). Als Antonym zu dem Young Urban Professional nennt Short den Yuffie (young urban failure), der sich im Gegensatz zu einem Yuppie nicht durch berufliche Erfolge profilieren konnte und Schwierigkeiten hatte, überhaupt eine Arbeit zu finden.

## Filme und Fernsehen
1986 bis 1994 lief auf NBC die in den USA sehr populäre Anwaltsserie L.A. Law, die Anwälte erstmals als gut gekleidete Yuppies in Boss-Anzügen mit Glam-Appeal darstellte.
Als Meilensteine des „Yuppie“-Themas in der Filmgeschichte gelten Wall Street,  American Psycho (2000) und The Wolf of Wall Street (2013), die deutliche Akzente auf die Skrupellosigkeit bzw. Sinnentleerung und völlige Gefühlsabstumpfung der Akteure dieser Art setzen. Filme wie Das Geheimnis meines Erfolges und The Last Days of Disco versuchten, sich dem Thema satirisch-komödiantisch zu nähern. In dem Film Frühstück bei ihr wird die Beziehung zwischen einem 27-jährigen Yuppie und einer 16 Jahre älteren Kellnerin thematisiert.